# Yap (État)
Pour les articles homonymes, voir Yap.
Yap, en yap Wa′ab ou Waqab, est un des quatre États des États fédérés de Micronésie. Il est le plus à l'ouest du pays. Il comporte 139 îles réparties sur 1 137 km (depuis le point le plus occidental de l'atoll Ngulu jusqu'au point le plus oriental de Pikelot), pour la plupart assemblées en archipels et appartenant aux îles Carolines. Le plus grand archipel est celui des îles Yap. Ce dernier, situé en mer des Philippines, abrite la majeure partie de la population de l'État ainsi que la capitale, Colonia, située sur l'île de Yap dans la municipalité de Weloy. D'une superficie de 121,7 km2, Yap est peuplé de 11 376 habitants en 2010 : sa population est métissée d'Océaniens, d'Européens et de Japonais. Le yap en est la langue officielle et principale.

## Géographie

### Localisation et frontières
L'État de Yap est situé sur deux espaces maritimes différents, la mer des Philippines et l'océan Pacifique, à l'ouest des États fédérés de Micronésie dans la région de Micronésie. Les îles Yap se situent en mer des Philippines. Les autres îles de l'État se trouvent plus à l'est, à l'exception toutefois de l'atoll Ngulu situé au sud-sud-ouest de l'île Yap. Afin de les distinguer des îles Yap, elles sont désignées localement sous l'appellation îles extérieures et se situent toutes dans l'océan Pacifique. L'État de Yap possède des frontières exclusivement maritimes qui délimitent une partie des Zones économiques exclusives de la Micronésie. Il est limitrophe de l'État de Chuuk à l'ouest, des Palaos à l'ouest-sud-ouest, enfin des États-Unis par l'intermédiaire de Guam à l'est-nord-est.

## Histoire

### Des premiers contacts avec les Espagnols jusqu'à l'indépendance des États fédérés de Micronésie
Les îles Carolines sont sous domination espagnole du XVIe siècle jusqu'à la fin du XIXe siècle, mais la plupart des communautés des îles de l'actuel État de Yap n'ont que peu de contacts avec les Européens et vivent en toute indépendance. En 1885, à la suite d'un conflit entre l'Espagne et l'Allemagne, l'arbitrage de Léon XIII en confirme la possession à l'Espagne contre des avantages commerciaux pour l'Allemagne. Celle-ci acquiert ces îles en 1899 et les intègre à la Nouvelle-Guinée allemande,. Au début de la Première Guerre mondiale, en 1914, l'empire du Japon occupe la zone. Cette occupation est légalisée dans le cadre du mandat des îles du Pacifique créé en 1919 par la Société des Nations.
Les îles Carolines passent sous le contrôle des États-Unis en 1944 qui les administrent en tant que Territoire sous tutelle des îles du Pacifique dans le cadre d'un mandat de l'ONU reçu en 1947. Les États fédérés de Micronésie accèdent à l'indépendance en 1986.

## Politique et administration

### Organisation des pouvoirs

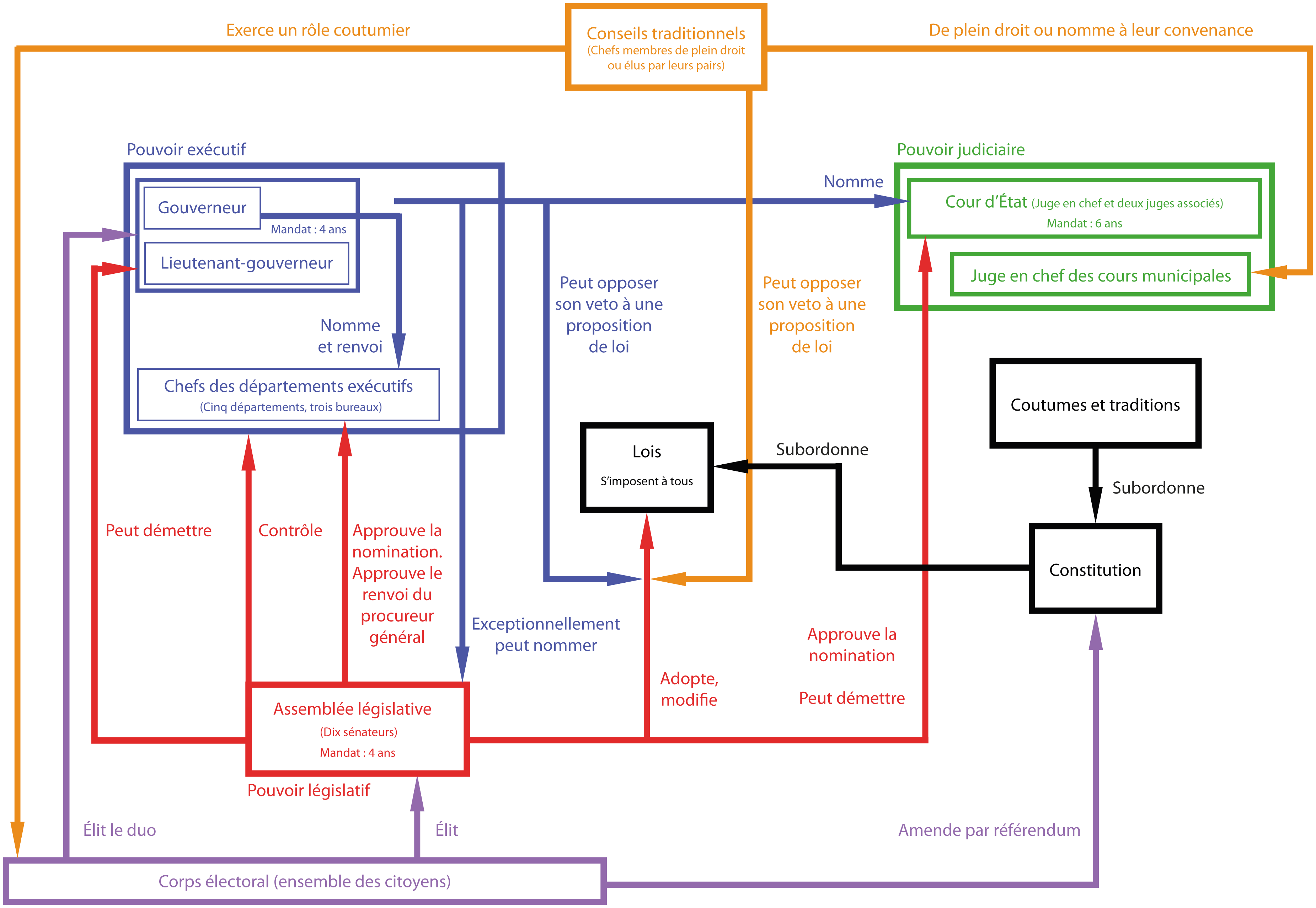
Les institutions de l'État de Yap.

La constitution de l'État de Yap promulguée en 1982, et amendée en 2006 fixe l'organisation des pouvoirs et le fonctionnement de l'État de Yap. Le pouvoir législatif appartient à l'Assemblée législative, formée de dix sénateurs élus pour quatre ans, dans cinq circonscriptions nommées district, selon un scrutin majoritaire plurinominal ou uninominal majoritaire à un tour,. L’Assemblée législative ne peut aller à l'encontre des Conseils traditionnels de l'État de Yap et n'a pas le dernier mot en cas de désaccord prolongé avec le gouverneur sur l’adoption d’une loi. Le pouvoir exécutif appartient au gouverneur élu avec un lieutenant-gouverneur pour un mandat de quatre ans, renouvelable consécutivement une fois, au suffrage universel direct par un scrutin uninominal majoritaire à deux tours avec un seuil de 45 %. Le gouverneur est le chef de l’État, promulgue les lois et assure leur bonne exécution. Il nomme et renvoie les chefs des départements exécutifs. Le gouverneur et le lieutenant-gouverneur peuvent être démis de leurs fonctions par un vote des membres de l'Assemblée législative. Le pouvoir judiciaire, quant à lui, est séparé des deux autres, bien que le gouverneur dispose d’un droit de grâce.

### Découpage territorial et décentralisation
L'État de Yap est découpé en municipalités qui peuvent comporter un ou plusieurs villages et s'étendre sur une ou plusieurs îles (ou  atolls). Les vingt-et-une municipalités de l'État de Yap sont réparties en deux espaces géographiques : dix d'entre elles appartiennent à l'archipel des îles Yap, les dix autres sont rassemblées sous la dénomination îles extérieures de Yap. La municipalité de Sorol est actuellement inhabitée.
| Municipalité | Région           | Superficie (km2) | 1958 | 1973  | 1980  | 1987  | 1994  | 2000  | 2010  |
| ------------ | ---------------- | ---------------- | ---- | ----- | ----- | ----- | ----- | ----- | ----- |
| Dalipebinau  | îles Yap         | 11               | 202  | 169   | 211   | 264   | 544   | 645   | 397   |
| Eauripik     | îles extérieures | 0.236            | 141  | 127   | 121   | 101   | 118   | 113   | 114   |
| Elato        | îles extérieures | 0.895            | 40   | 32    | 51    | 71    | 121   | 96    | 105   |
| Fais         | îles extérieures | 2.6              | 234  | 212   | 207   | 253   | 301   | 215   | 294   |
| Fanif        | îles Yap         | 11               | 356  | 367   | 392   | 456   | 462   | 547   | 509   |
| Faraulep     | îles extérieures | 0.422            | 112  | 132   | 132   | 183   | 223   | 221   | 193   |
| Gagil        | îles Yap         | 16               | 400  | 537   | 616   | 710   | 716   | 734   | 863   |
| Gilman       | îles Yap         | 5                | 143  | 217   | 228   | 183   | 204   | 233   | 252   |
| Ifalik       | îles extérieures | 1.47             | 301  | 314   | 389   | 477   | 653   | 561   | 578   |
| Kanifay      | îles Yap         | 10               | 181  | 235   | 225   | 274   | 245   | 275   | 309   |
| Lamotrek     | îles extérieures | 0.982            | 172  | 233   | 242   | 274   | 385   | 339   | 329   |
| Map          | îles Yap         | 10.64            | 300  | 337   | 319   | 517   | 547   | 592   | 621   |
| Ngulu        | îles extérieures | 0.4              | 45   | 8     | 21    | 30    | 38    | 26    | 6     |
| Rull         | îles Yap         | 10               | 524  | 1 463 | 1 432 | 1 855 | 1 973 | 2 019 | 2 100 |
| Rumung       | îles Yap         | 5                | 120  | 129   | 130   | 101   | 143   | 126   | 58    |
| Satawal      | îles extérieures | 1.1              | 285  | 354   | 386   | 466   | 560   | 531   | 501   |
| Sorol        | îles extérieures | 0.934            | 13   | 8     | 7     | 0     | 0     | 0     | 0     |
| Tomil        | îles Yap         | 15               | 503  | 666   | 713   | 842   | 897   | 1 023 | 1 231 |
| Ulithi       | îles extérieures | 3.57             | 460  | 710   | 710   | 852   | 1 016 | 773   | 847   |
| Weloy        | îles Yap         | 11               | 514  | 1 020 | 926   | 1 440 | 1 188 | 1 197 | 1 030 |
| Woleai       | îles extérieures | 4.5              | 488  | 329   | 638   | 791   | 844   | 975   | 1 039 |

### La séparation des pouvoirs
Les États fédérés de Micronésie sont un régime démocratique organisé selon le principe de la séparation des pouvoirs législatif, exécutif et judiciaire. Ils sont dirigés par quatre pouvoirs distinctifs:
- Pouvoir exécutif

Le gouverneur et son gouvernement exécutent les lois et le budget de l'État après consultation et approbation des membres de l'Assemblée législative. Le gouverneur veille au respect de la Constitution et à l'exécution fidèle des lois. Il assure le fonctionnement régulier des pouvoirs publics. Le gouverneur est élu en duo avec un lieutenant-gouverneur pour un mandat de quatre ans, renouvelable consécutivement une fois, au suffrage universel par un scrutin uninominal majoritaire à deux tours. L'un des membres du duo doit être résident des îles Yap et l'autre des îles extérieures de Yap. La personne qui reçoit le plus grand nombre de votes, et au moins quarante-cinq pour cent des suffrages exprimés, est élue gouverneur. Si ce quota n'est pas atteint, les deux duo ayant reçu le plus grand nombre de votes participent au second tour. Le gourveneur de l'État de Yap est Tony Ganngiyan et le lieutenant-gouverneur James Yangetmai. Le lieutenant-gouverneur peut être nommé à un poste du gouvernement ou à toute autre responsabilité. En cas d'absence ou d'incapacité du gouverneur à exercer ou à s'acquitter de ses fonctions, le lieutenant-gouverneur doit y suppléer. Le gouverneur nomme et renvoi les chefs des départements exécutifs de l'État de Yap. Leur nomination doit être approuvée par le pouvoir législatif, de même que le renvoi du procureur général. Le gouverneur possède le droit de grâce. Il peut également déclarer l'état d'urgence. En cas de malversation, faute d'exécution ou condamnation pour crime, le gouverneur et le lieutenant-gouverneur peuvent être démis de leurs fonctions par un vote des trois quarts des membres de l'Assemblée législative.
- Pouvoir législatif

Le pouvoir législatif est assuré par l'Assemblée législative, composée de dix sénateurs,. Chaque sénateur est élu pour quatre ans dans une circonscription législative nommée district. Le premier district, celui des îles Yap — il regroupe le plus de population — choisit six sénateurs élus selon un scrutin majoritaire plurinominal à un tour. Les quatre autres districts n'élisent chacun qu'un seul représentant au scrutin uninominal majoritaire à un tour. Le deuxième district comprend les municipalités de Fais, de Ngulu, d'Ulithi et la municipalité inhabitée de Sorol. Le troisième district concerne la municipalité de Woleai. Les municipalités d'Eauripik, de Faraulep et d'Ifalik sont regroupées dans le quatrième district, les municipalités d'Elato, de Lamotrek et de Satawal dans le cinquième. L'Assemblée législative est chargée de la rédaction et de l’adoption des lois, de leur conformité avec la constitution, du contrôle de l’exécutif. Chacun des sénateurs est élu lors d'une élection générale dans une circonscription électorale. En cas de vacance d'un siège à moins d'un an de la fin du mandat, le Gouverneur l'attribue par nomination. Autrement, il est attribué par une élection spéciale. Un membre de l'Assemblée peut être puni par la censure ou, par un vote des deux tiers des membres, par suspension ou expulsion. Les membres actuels de l'assemblée législative sont Clement Mulalap, John E. Mooteb, Stan Kensof, Joseph Giliko, Theodore "Ted" Rutun, Nick Figir (district 1), Lazarus Ulith (district 2), John Masiwemai (district 3), Jerry Fagolimul (district 4), Joseph Tiucheimal (district 5).
- Pouvoir judiciaire

Le pouvoir judiciaire est assuré par des Cours municipales et à l’échelon supérieur par la Cour d'État comprenant pour les sujets ne relevant pas directement d'elle d'une Cour de première instance et d'une Cour d'appel. Les Cours municipales sont composées d'un juge en chef qui peut être le chef traditionnel représentant la municipalité au Conseil de Pilung ou au Conseil de Tamol, ou une personne désignée par lui, et de juges associés qu'il choisit parmi les chefs traditionnels de la municipalité. La Cour d'État comprend un juge en chef et au moins deux juges associés nommés par le gouverneur de l'État avec le consentement de l'Assemblée législative pour une période de six ans. Les décisions de la cour doivent prendre en compte les coutumes et traditions,. En cas de malversation, faute d'exécution ou condamnation pour crime, un juge de la Cour suprême peut être démis de ses fonctions par un vote des trois quarts des membres de l'Assemblée législative.
- La constitution

La constitution définit l'organisation des pouvoirs de l'État. Le préambule de la constitution exprime les fondements de l'État de Yap : « Nous, les habitants de l'État de Yap désirant vivre en paix et en harmonie avec l'autre, nos voisins et notre environnement, reconnaissant notre patrimoine traditionnel et villageois comme le fondement de notre société et de notre économie, réalisons que notre prospérité et bien-être requiert une sélection et intégration intelligente de la technologie et des institutions modernes, nous consacrons nous-mêmes à gouverner notre État, maintenant et pour toujours, pour le bien-être général de toutes les générations à venir, nous décrétons et établissons la présente Constitution de l'État de Yap ».

### Le gouvernement
La loi fixe l'établissement de cinq départements et de trois bureaux qui rassemblent chacun plusieurs divisions. Les chefs des départements et des bureaux sont nommés par le gouverneur avec l'approbation du pouvoir législatif. Leur renvoi est à la discrétion du gouverneur à l'exception de celui du procureur général qui doit être confirmé par l'Assemblée législative
| Les départements                                    | Les chefs de département |
| --------------------------------------------------- | ------------------------ |
| Département de l'Éducation                          | Teresa Filepin           |
| Département des Services de santé                   | Martina Reichhardt       |
| Département des Travaux publics et des Transports   | Jonathan Marmar          |
| Département des Ressources et du développement      | James G. Lukan           |
| Département de la Jeunesse et des Affaires civiques | Non renseigné            |
| Bureau des Affaires administratives                 | Non renseigné            |
| Bureau du Procureur général                         | Non renseigné            |
| Bureau de la planification et du budget             | Maria Laaw               |

### Travail législatif
La conduite des affaires courantes nécessite la présence des deux tiers de l'Assemblée. Un projet de loi ou une résolution doit passer par deux lectures à l'Assemblée législative à des jours différents. L'obtention de la majorité des voix est requise pour son adoption. Une fois adopté, il est transmis au Conseil de Pilung et au Conseil de Tamol pour examen. Ces conseils réunissent les chefs traditionnels chargés d'exercer les fonctions qui concernent la tradition et la coutume. Ces dernières sont regroupées au sein du Dalip pi Nguchol dont la consignation dans le droit écrit n'est pas obligatoire. S'ils jugent que le projet de loi affecte négativement la tradition et la coutume ou le rôle ou la fonction d'un chef traditionnel tel que reconnu par la tradition et la coutume, ils en décrivent les effets négatifs à l'attention de l'Assemblée. Un projet de loi désapprouvé peut être modifié pour répondre aux objections des Conseils et, s'il est modifié, une seule lecture est alors nécessaire. L'adoption nécessite le vote des deux tiers des sénateurs. Le projet de loi est ensuite à nouveau soumis aux Conseils. Un projet de loi ayant passé avec succès l'examen des chefs coutumiers est transmis au gouverneur. Le gouverneur le signe s'il approuve le projet de loi. Le gouverneur peut opposer son veto à un projet de loi dans son ensemble. S'il s'agit d'une loi prévoyant des dépenses publiques, il peut s'opposer à un ou plusieurs postes de dépenses, en les supprimant ou en les modifiant. Les parties non censurées deviennent loi. Si l'Assemblée accepte les parties modifiées, une adoption en une seule lecture avec deux tiers des voix conduit à son adoption. Si le projet de loi est modifié par l'Assemblée, il est à nouveau transmis au gouverneur qui peut choisir de le signer ou non.

### Symboles de l'État

Drapeau de l’État de Yap.

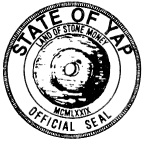
Sceau de l’État de Yap.

Le drapeau de l'État de Yap, adopté le 30 mai 1980 par la législature de l'État, a été dessiné par John Gilinung. Il est utilisé pour la première fois le 1er mars 1981 à l'occasion du Yap Day. Il est décrit par le code de l'État de Yap. Il mesure 70 pouces de large pour 37 de haut. Il comporte dans un cercle de 26 pouces et demi de diamètre et d'une largeur d'un pouce la figure stylisée d'un canot à voile traditionnel à balancier (Wa) au milieu duquel sont disposées une monnaie de pierre et une étoile symbolisant la navigation. Le fond bleu représente la mer ouverte,. Le drapeau doit être affiché au même niveau que le drapeau des États fédérés de Micronésie. La dégradation publique du drapeau est punie d'une amende de 100 $ et éventuellement d'une peine de prison ne pouvant pas excéder six mois.
Le code de l'État de Yap fixe la forme et les figures du sceau officiel. Il est de forme circulaire et de deux pouces de diamètre. Les mots State of Yap (en français, État de Yap) sont disposés en lettres majuscules à l'intérieur et près de la partie supérieure d'un cercle. La partie inférieure comprend les mots Official Seal (en français, Sceau officiel). Le sceau comprend en son centre une monnaie de pierre ou Rai dans un cercle. De haut en bas, les mots Land of stone money et les chiffres romains MCMLXXIX (1979, date de la constitution micronésienne et donc de la création de l'État de Yap) sont inscrits entre la pierre et le cercle interne.

## Population et société

### Démographie
| 1920  | 1925  | 1930  | 1935  | 1958  | 1967  | 1973  |
| ----- | ----- | ----- | ----- | ----- | ----- | ----- |
| 8 338 | 7 366 | 6 486 | 6 006 | 5 540 | 6 761 | 7 870 |

| 1977  | 1980  | 1987   | 1994   | 2000   | 2010   | - |
| ----- | ----- | ------ | ------ | ------ | ------ | - |
| 8 480 | 8 100 | 10 139 | 11 178 | 11 241 | 11 376 | - |

| Hommes | Classe d’âge | Femmes |
| ------ | ------------ | ------ |
| 76     | 75+          | 126    |
| 53     | 70-74        | 87     |
| 67     | 65-69        | 87     |
| 177    | 60-64        | 149    |
| 267    | 55-59        | 246    |
| 322    | 50-54        | 368    |
| 350    | 45-49        | 347    |
| 326    | 40-44        | 376    |
| 307    | 35-39        | 359    |
| 375    | 30-34        | 411    |
| 389    | 25-29        | 421    |
| 410    | 20-24        | 416    |
| 616    | 15-19        | 562    |
| 695    | 10-14        | 634    |
| 615    | 5-9          | 581    |
| 590    | 0-4          | 571    |

### Langues
La constitution de l'État de Yap indique que les langues indigènes de l'État et l'anglais doivent être les langues officielles. Le gouvernement considère le satawal, l'ulithi, le woleai et le yap comme ayant ce statut. Le nguluwan, langue mixte basée sur l'ulithi et le yap, parlée par 50 locuteurs en 2000, est en voie d’absorption par le yap.

### Éducation
La loi établit la dernière semaine d'avril comme la Semaine des jeunes (Youth Week) au cours de laquelle des programmes sportifs et de loisirs, des concours, des jeux et autres activités sont organisés.

### Sport
Les Jeux de la Micronésie de 2018 se sont tenus sur les îles Yap.

## Économie
Le 1er juin est le Tree Planting Day (en français, Jour de la plantation d'arbres). Les habitants de l'État sont encouragés à planter des arbres fournissant de la nourriture, des matériaux pour l'édification d'abris et d'autres nécessités. Quand ce jour tombe un samedi, il est observé le vendredi, et le lundi s'il tombe un dimanche.

### Principaux secteurs d'activité
En janvier 2012, le groupe chinois Exhibition and Travel Group a signé un accord avec le gouvernement insulaire pour la création d'un vaste complexe touristique (4 000 chambres, casino, agrandissement de l'aéroport). Le projet est soutenu par le Président de la fédération Manny Mori, mais se heurte à une opposition du président de l'Assemblée législative de Yap, Henry Falan qui craint une destruction de l'environnement (récifs coralliens, mangroves).

## Culture

### Sawëy
Le sawëy est un système de relations hiérarchiques entre les îles Yap et les îles extérieures de Yap, dans les États fédérés de Micronésie dans la partie occidentale de l'océan Pacifique. Il a fonctionné pendant cinq siècles avant que les colons allemands puis japonais n'interdisent les voyages inter-îles. Bien que les Yapais n'aient eu qu'une hégémonie réelle très limitée sur ces îles, ce système fournissait des avantages appréciables pour l'ensemble des partis,.

### Jours fériés
Les jours fériés inscrits dans la loi de l'État de Yap s'ajoutent à ceux inscrits dans la loi des États fédérés de Micronésie. Ils sont au nombre quatre : le jour de Yap le 1er mars, le jour de la constitution de Yap le 24 décembre, le 1er janvier et le jour de Noël. Ces deux dernières dates sont communes avec celles de deux des sept jours fériés institués au niveau national. Le nombre de jours fériés auxquels ont droit les résidents de l'État de Yap est donc de neuf. Si un jour férié institué par la loi micronésienne tombe le samedi, il doit être observé le vendredi précédent et s'il tombe un dimanche, il doit être repoussé au lundi suivant.
| Date        | Nom français ou traduction                          | Nom local                                             | Remarques                                                                                       |
| ----------- | --------------------------------------------------- | ----------------------------------------------------- | ----------------------------------------------------------------------------------------------- |
| 1er janvier | Jour de l'an                                        | New Year's Day                                        |                                                                                                 |
| 1er mars    | Jour de Yap                                         | Yap day                                               | Célébration de la culture de Yap                                                                |
| 31 mars     | Jour de la Culture et des Traditions micronésiennes | Micronesian Culture and Traditions Day                |                                                                                                 |
| 10 mai      | Jour des États fédérés de Micronésie                | Federated States of Micronesia Day (Constitution Day) | 10 mai 1979, signature officielle de la Constitution des États fédérés de Micronésie            |
| 24 octobre  | Jour des Nations unies                              | United Nations Day                                    | 24 octobre 1945 : entrée en vigueur de la Charte des Nations unies.                             |
| 3 novembre  | Jour de l'Indépendance                              | FSM Independence Day                                  | 3 novembre 1986, date de l'annonce officielle de l'indépendance des États fédérés de Micronésie |
| 11 novembre | Jour des vétérans des Guerres à l’Étranger          | Veterans of Foreign Wars Day                          | Honore les citoyens micronésiens ayant servi dans les forces armées des États-Unis.             |
| 24 décembre | Jour de la constitution de Yap                      | Yap Constitution Day                                  | 24 décembre 1982, signature officielle de la Constitution de l'État de Yap.                     |
| 25 décembre | Jour de Noël                                        | Christmas Day                                         |                                                                                                 |

## Code État
Selon la norme ISO 3166-1 (liste des codes pays), code alpha-2, Yap a pour code « FM.YAP ».